# Tony Lagerström
Tony Lagerström, född 19 juli 1988 i Stockholm, är en svensk ishockeyspelare (forward) som spelar för Gnesta IK i Division 3. Hans moderklubb är Tullinge TP.